# Рей Раффелз
Рей Раффелз (англ. Ray Ruffels; нар. 23 березня 1946) — колишній австралійський тенісист.
Найвищу одиночну позицію світового рейтингу — 27 місце досяг 12 грудня 1976 року.
Здобув 13 одиночних та 16 парних титулів.
Перемагав на турнірах Великого шолома в парному розряді.
Завершив кар'єру 1980 року.

## Фінали за кар'єру

### Парний розряд (16–7)
| Результат | В-П  | Дата | Турнір                                    | Покриття | Партнер       | Суперники                      | Рахунок                 |
| --------- | ---- | ---- | ----------------------------------------- | -------- | ------------- | ------------------------------ | ----------------------- |
| Перемога  | 1–0  | 1970 | Меріон, США                               | Тверде   | Білл Боурі    | Джим Макманус Джим Осборн      | 3–6, 6–2, 7–5           |
| Перемога  | 2–0  | 1970 | Фінікс, США                               | Тверде   | Дік Крілі     | Ян Кодеш Чарлі Пасарелл        | 7–6, 6–3                |
| Перемога  | 3–0  | 1970 | Буенос-Айрес, Аргентина                   | Ґрунт    | Боб Кармайкл  | Желько Франулович Ян Кодеш     | 7–5, 6–2, 5–7, 6–7, 6–3 |
| Перемога  | 4–0  | 1971 | Окленд, Нова Зеландія                     | Трава    | Боб Кармайкл  | Браян Феерлі Реймонд Мур       | 6–3, 6–7, 6–4, 4–6, 6–3 |
| Поразка   | 4–1  | 1971 | Tehran WCT, Іран                          | Ґрунт    | Боб Кармайкл  | Джон Ньюкомб Тоні Роч          | 4–6, 7–6, 1–6           |
| Поразка   | 4–2  | 1971 | Washington Open, США                      | Ґрунт    | Боб Кармайкл  | Том Оккер Марті Ріссен         | 6–7, 2–6                |
| Перемога  | 5–2  | 1972 | Торонто, Канада                           | Килим    | Боб Кармайкл  | Рой Емерсон Род Лейвер         | 6–4, 4–6, 6–4           |
| Перемога  | 6–2  | 1972 | Quebec WCT, Канада                        | Indoor   | Боб Кармайкл  | Джон Александер Террі Еддісон  | 4–6, 6–3, 7–5           |
| Поразка   | 6–3  | 1974 | Крайстчерч, Нова Зеландія                 |          | Сід Болл      | Ісмаїл Ель-Шафей Роско Теннер  | W/O                     |
| Перемога  | 7–3  | 1975 | Окленд, Нова Зеландія                     | Трава    | Боб Кармайкл  | Браян Феерлі Онні Парун        | 7–6, RET.               |
| Перемога  | 8–3  | 1975 | Baltimore WCT, США                        | Килим    | Дік Крілі     | Ісмаїл Ель-Шафей Фрю Макміллан | 6–4, 6–3                |
| Перемога  | 9–3  | 1975 | Dayton Indoor, США                        | Килим    | Аллан Стоун   | Пол Геркен Браян Готтфрід      | 7–6, 7–5                |
| Поразка   | 9–4  | 1975 | Орландо                                   | Тверде   | Колін Діблі   | Браян Готтфрід Рауль Рамірес   | 4–6, 4–6                |
| Перемога  | 10–4 | 1975 | St. Louis, US                             | Ґрунт    | Колін Діблі   | Росс Кейс Джефф Мастерз        | 6–4, 6–4                |
| Перемога  | 11–4 | 1976 | Дейтон, США                               | Килим    | Шервуд Стюарт | Хайме Фійоль Чарлі Пасарелл    | 6–2, 3–6, 7–5           |
| Перемога  | 12–4 | 1976 | Літл-Рок, США                             | Килим    | Сід Болл      | Giuliano Pecci Харун Рахім     | 6–3, 6–7, 6–3           |
| Перемога  | 13–4 | 1976 | Бостон, США                               | Ґрунт    | Аллан Стоун   | Майк Кейгілл Джон Вітлінгер    | 3–6, 6–3, 7–6           |
| Поразка   | 13–5 | 1976 | Bermuda                                   | Ґрунт    | Дік Крілі     | Майк Кейгілл Джон Вітлінгер    | 4–6, 6–4, 6–7           |
| Перемога  | 14–5 | 1976 | Бенгалуру, Індія                          | Ґрунт    | Боб Кармайкл  | Чірадіп Мукерджа Бгану Нунна   | 6–2, 7–6                |
| Поразка   | 14–6 | 1977 | La Costa WCT, США                         | Тверде   | Аллан Стоун   | Боб Г'юїтт Фрю Макміллан       | 4–6, 2–6                |
| Перемога  | 15–6 | 1977 | Перт, Австралія                           | Тверде   | Аллан Стоун   | Нік Савіано Джон Вітлінгер     | 6–2, 6–1                |
| Поразка   | 15–7 | 1977 | Sydney International, Австралія           | Трава    | Аллан Стоун   | Джон Александер Філ Дент       | 6–7, 6–2, 3–6           |
| Перемога  | 16–7 | 1977 | Відкритий чемпіонат Австралії-2, Мельбурн | Трава    | Аллан Стоун   | Джон Александер Філ Дент       | 7–6, 7–6                |